# 中西一善
中西 一善（なかにし かずよし、「なかにし いちぜん」とも 1964年4月19日 - ）は、日本の政治家、元実業家。
父は株式会社ベンカン会長や東京商工会議所副会頭、日経連常任理事などを歴任した中西真彦（1930年1月10日 - 2018年8月17日）。

## 人物
東京都大田区大森出身。正則高等学校を経て、早稲田大学政治経済学部を卒業。旅行会社経営を経て、1997年7月の第14回東京都議会議員選挙に出馬し初当選する。2001年6月の第15回東京都議選では43886票を獲得して大田区でトップ当選。2003年の第43回衆議院議員総選挙では自民党公認で東京4区に出馬し、初当選。

### 逮捕
2005年3月10日午前2時頃、東京六本木の路上で若い女性に抱きついてビルの壁に押しつけ、服の中に手を入れて胸を触ったとして警視庁麻布警察署に強制わいせつの現行犯で逮捕された。このとき現職の議員であるが、現行犯は不逮捕特権の適用外である。約16時間後に示談成立し被害届が取り下げられたため釈放。その後不起訴処分となった。中西は犯行の理由について「ポン引き（客引き）の女かと思った」との供述をしたとも伝えられたが、釈放翌日に開催した謝罪記者会見では「客引きだと思ってということはない」と発言した。
逮捕された10日夜に中西は弁護士を通じ、議員辞職願と離党届をそれぞれ衆院事務局と自民党本部に提出する。議員辞職願は15日の衆議院本会議で許可されたが、離党届は自民党が受理せず15日付で中西は自民党から除名された。示談成立後の11日、謝罪記者会見を開き「一生（酒を）飲まないと、心の中で誓いました」と語る（2006年8月の週刊文春のインタビューでは、現在は「付き合い程度」は飲んでいるという）。因みに、日本国憲法下で現行犯逮捕された現職国会議員は1964年の楢崎弥之助から41年ぶりで3人目である。当時の中西の座右の銘は「一日一善」であった。
2005年の第44回衆議院議員総選挙に再び東京4区から無所属で出馬。衆議院解散の要因となった郵政民営化に賛成していたが、自民党公認候補の平将明に押され落選し、供託金も没収された。